# Capillas, Mexiko
Capillas är en ort i Mexiko.   Den ligger i kommunen San Felipe och delstaten Guanajuato, i den centrala delen av landet, 300 km nordväst om huvudstaden Mexico City. Capillas ligger 2 021 meter över havet och antalet invånare är 107.
Terrängen runt Capillas är platt åt nordost, men åt sydväst är den kuperad. Runt Capillas är det ganska tätbefolkat, med 93 invånare per kvadratkilometer. Närmaste större samhälle är San Felipe, 18,5 km nordväst om Capillas. Trakten runt Capillas består i huvudsak av gräsmarker.